# Bahnhof Hamburg-Poppenbüttel
Der Bahnhof Hamburg-Poppenbüttel ist der Endbahnhof der Alstertalbahn und dient heute als Start- bzw. Endbahnhof der Linie S1 der S-Bahn Hamburg.

## Lage
Der Bahnhof befindet sich in Hamburg-Poppenbüttel östlich des Alstertal-Einkaufszentrums. Der Zugang zum Bahnhof ist vom Wentzelplatz (westlich) oder vom Stormarnplatz (östlich der Gleise) möglich. Die Adresse des Bahnhofs ist Stormarnplatz 1.

## Geschichte
Der Bahnhof entstand im Zuge der Errichtung der Alstertalbahn, die ab 1913 als Verlängerung der Hamburg-Altonaer Verbindungsbahn von Ohlsdorf nach Poppenbüttel gebaut wurde. Die Alstertal Terrain AG (ATAG) plante zunächst den Bau einer normalspurigen Strecke über Wellingsbüttel nach Wohldorf. Spätere Überlegungen sahen einen Flügelbahnhof in Poppenbüttel vor, von dem Stichstrecken nach Wohldorf und Volksdorf abgehen sollten. Der Hamburger Senat lehnte dies jedoch ab, da er Konkurrenz zur Walddörferbahn vermeiden wollte. Die Zustimmung zum Bau der Strecke erhielt die ATAG erst, nachdem sie zugesagt hatte, auf eine Erweiterung der Strecke über Poppenbüttel hinaus zu verzichten.
Ab 1917 wurde die Strecke für den Güterverkehr genutzt; ab Januar 1918 wurde auch der Personenverkehr aufgenommen. Am Bahnhof in Poppenbüttel befanden sich zu dieser Zeit mehrere Gütergleise, die, nachdem der Güterverkehr Anfang der 1990er Jahre eingestellt wurde, mittlerweile abgebaut sind. 1963 wurde im Bereich der Abstellgleise eine automatische Waschanlage gebaut. Mitte der 1980er Jahre wurde das elektromechanische Stellwerk in einen Neubau an der Bahnsteigmitte verlegt.
Von 2011 bis 2013 wurde der Bahnhof renoviert und barrierefrei umgestaltet.
Mit der Einführung des neuen S-Bahn-Liniennetzes am 10. Dezember 2023 wurde die ehemalige Linie S11 zwischen Poppenbüttel und Blankenese über die Verbindungsbahn (über Dammtor) in die S1 integriert, die nun in den Hauptverkehrszeiten im 5-Minuten-Takt verkehrt.

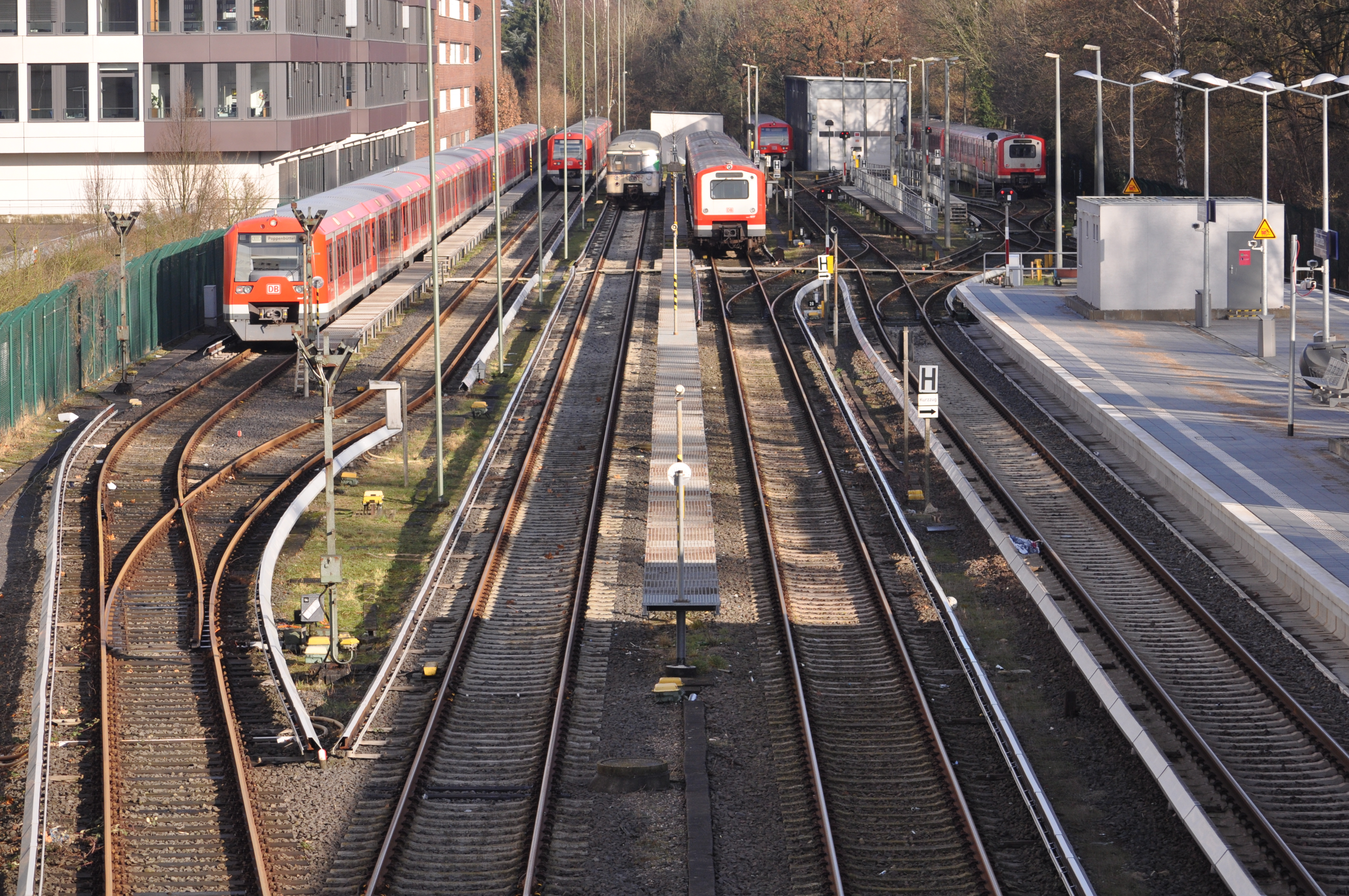
Abstellgleise mit S-Bahn-Werk Poppenbüttel

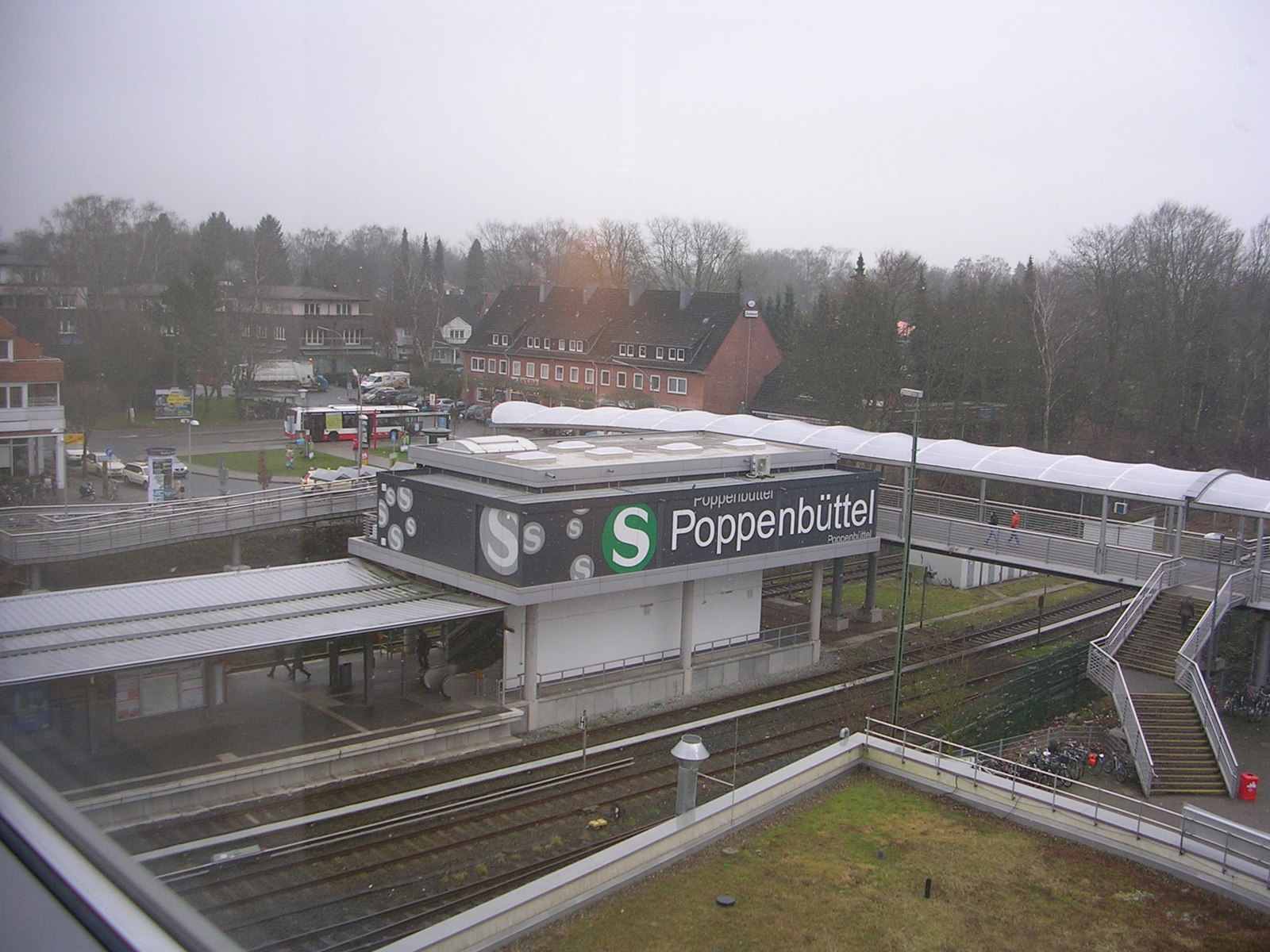
Barrierefreier Übergang zu Busanlagen Stormarnplatz und Wentzelplatz

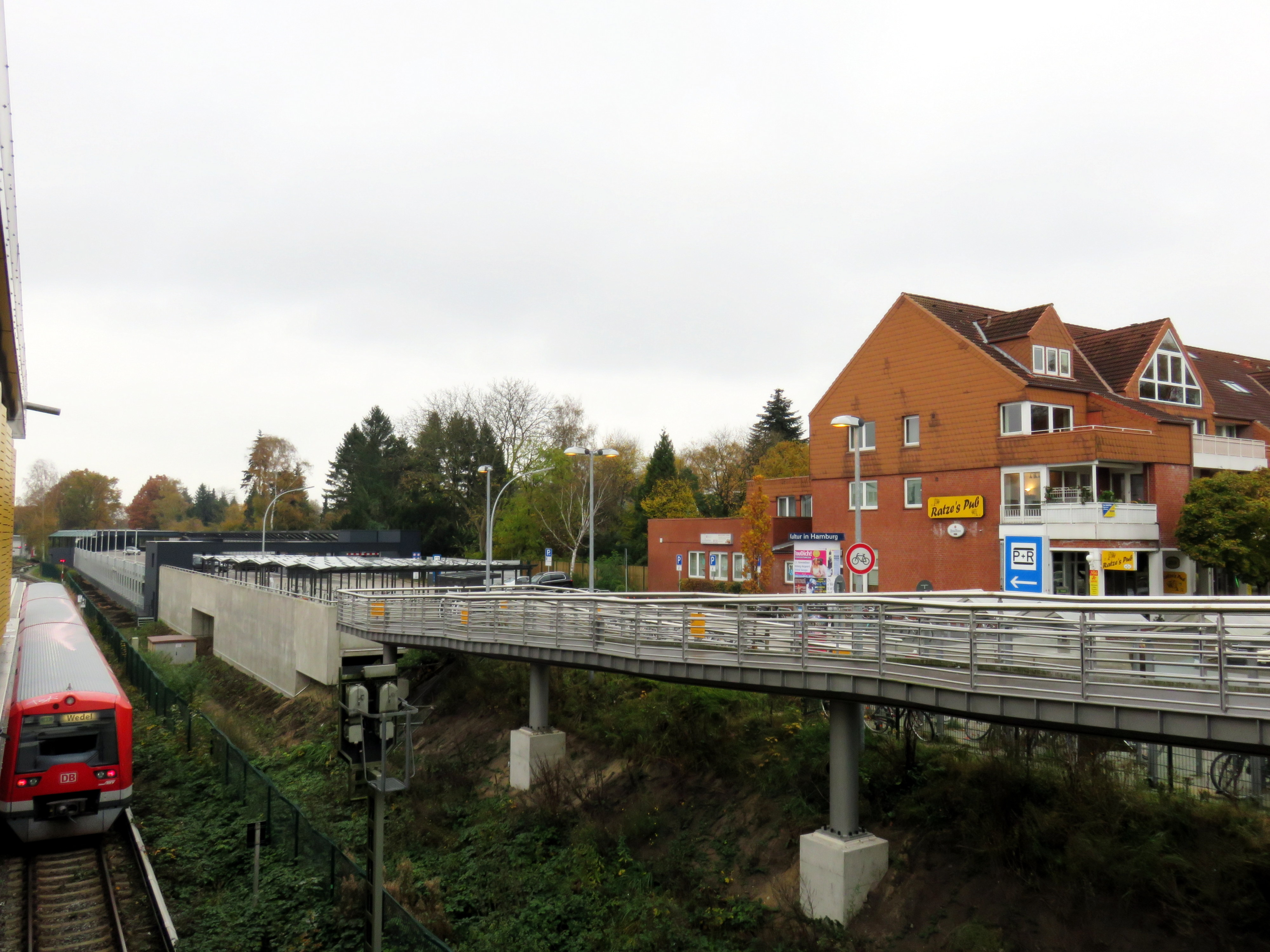
Anlage Park+Ride mit Park+Bike seit Oktober 2016

## Ausstattung
Der Bahnhof verfügt über einen überdachten Mittelbahnsteig und ein Bahnhofsgebäude. Der Zugang zum Bahnsteig erfolgt über eine Brücke, die die Gleise südlich des Bahnhofs überspannt und den Wentzelplatz mit dem Stormarnplatz verbindet. Der Zugang zu den Bahnsteigen ist barrierefrei möglich.
Am Wentzelplatz befindet sich ein Busbahnhof, der von der Metrobuslinie 24 angefahren wird. Zudem halten hier die Buslinien 174, 176, 178, 179, 276, 374 und die Nachtbuslinien 607 und 627. Diese Bus-Umsteigehaltestelle erhielt die Auszeichnungs-Plakette „Bauwerk des Jahres“ für 2009 des Architekten- und Ingenieurverein Hamburg. Die endgültige Fertigstellung der Busbahnhof-Anlage erfolgte erst 2014 mit Inbetriebnahme des Aufzugs. Im März 2016 wurde die Busanlage auf Platz 3 der am besten konzipierten Busstationen der Welt gewählt und hat sich damit gegen Hunderte internationaler Konkurrenten durchgesetzt.
Nach knapp zwei Jahren Bauzeit wurde am 1. Oktober 2016 die neue kostenpflichtige Park+Ride- und Bike+Ride-Anlage am S-Bahnhof beim Stormarnplatz offiziell eröffnet.

Am Stormarnplatz befindet sich eine weitere Bushaltestelle (Metrobuslinie 8).
Nördlich des Bahnsteigs befinden sich sieben Abstellgleise sowie ein Werk der S-Bahn, in dem Innen- und Außenreinigung der Züge durchgeführt werden.

## Betrieb
Der Bahnhof Poppenbüttel ist Start- und Endbahnhof der S-Bahn-Linie S1 zwischen Poppenbüttel und Wedel bzw. Blankenese. Auf dem Streckenabschnitt zwischen Poppenbüttel und Ohlsdorf verkehren die Züge als Kurzzüge; in Ohlsdorf erfolgt in Fahrtrichtung Poppenbüttel die Flügelung von einem weiteren Kurzzug, der den Streckenabschnitt zwischen Ohlsdorf und dem Flughafen Hamburg bedient. Die beiden Zugteile werden in Fahrtrichtung Blankenese auch wieder in Ohlsdorf gekuppelt. Die Züge wenden üblicherweise an den Bahnsteigen in die Gegenrichtung.
| Linie | Verlauf |
| ----- | --- |
| S 1   | Wedel – Rissen – Sülldorf – Iserbrook – Blankenese – Hochkamp – Klein Flottbek – Othmarschen – Bahrenfeld – Ottensen – Altona – Königstraße – Reeperbahn – Landungsbrücken – Stadthausbrücke – Jungfernstieg – Hauptbahnhof – Berliner Tor – Landwehr – Hasselbrook – Wandsbeker Chaussee – Friedrichsberg – Barmbek – Alte Wöhr (Stadtpark) – Rübenkamp – Ohlsdorf \ Streckenast Poppenbüttel – Kornweg (Klein Borstel) – Hoheneichen – Wellingsbüttel – Poppenbüttel / Streckenast Flughafen – Hamburg Airport (Flughafen) |